# Джон Клийз
Джон Марууд Клийз (на английски: John Marwood Cleese) е английски комик, кинорежисьор, композитор и сценарист, известен като член на комедийната група Монти Пайтън и като Базил Фолти в сериала „Фолти Тауърс“.
Клийз учил в Кеймбридж с Греъм Чапман, друг член на Пайтън. По-късно Клийз е изгонен от Клифтън Колидж в Бристол, където използва боядисани стъпки да накара статуята на маршал Дъглас Хейг да изглежда сякаш е слязла от пиедестала си и е отишла до тоалетната.
Неговата роля като сър Ланселот в „Монти Пайтън и Свещеният граал“ е много подобна на тази на Кевин Костнър в „Робин Худ: Принцът на разбойниците“, въпреки че е очевидно, че избива гостите на сватбата. Повечето от прочутите му роли са с Майкъл Палин, който казва, че му е любимият от групата. Като напуска Пайтън, Клийз постига може би най-големия си успех в ролята на ужасния притежател на хотел Базил Фолти в сериала „Фолти Тауърс“. Играе Почти безглавия Ник в поредицата филми „Хари Потър“.
Печели награда БАФТА, както и номинации за Златен глобус за най-добър актьор в мюзикъл или комедия и Оскар за най-добър оригинален сценарий за филма „Риба, наречена Уанда“.

## Избрана филмография
- „А сега нещо напълно различно“ (1971) като диктор
- „Монти Пайтън и Свещеният граал“ (1975) като Сър Ланселот
- „Фолти Тауърс“ (1975; 1979) като Базил Фолти
- „Животът на Брайън“ (1979) като Редж
- „Риба наречена Уанда“ (1988) като Арчи Лич
- „Книга за джунглата“ (1994) като д-р Джулиъс Плъмфорд
- „Свирепи създания“ (1997) като Роло Лий
- „Хари Потър и Философският камък“ (2001) като Почти Безглавия Ник
- „Луда надпревара“ (2001) като Доналд П. Синклер
- „Ангелите на Чарли: Газ до дупка“ (2003) като г-н Мандей
- „Около света за 80 дни“ (2003) като полицейски сержант от Лондон
- „Шрек 2“ (2004) глас на Крал Харолд
- „Шрек 3“ (2007) глас на Крал Харолд
- „Денят, в който Земята спря“ (2008) като професор Карл Барнхард
- „Розовата пантера 2“ (2009) като Чарлз Драйфус
- „Мечо Пух“ (2011) глас на разказвача
- „Тролчета“ (2016) глас на Крал Грисъл старш